# 小行星11691
小行星11691（11691 Easterwood）是一颗绕太阳运转的小行星，为主小行星带小行星。该小行星于1998年3月发现。

## 轨道参数
小行星11691的轨道半长轴为2.2735684 UA，离心率为0.118。